# 오유진 (가수)
오유진(2009년 1월 13일 ~ )은 대한민국의 트로트 가수이다. KBS2 트로트 오디션 프로그램 《트롯 전국체전》에서 3위를 하였다.

## 학력
- 촉석초등학교 (2022년 졸업)
- 진주여자중학교 (2025년 졸업)
- 한림연예예술고등학교 (2025년 현재실용음악과 재학)

## 방송
- 2019년 9월 21일 KBS2 《노래가 좋아》 출연
- 2020년 12월 ~ 2021년 2월 KBS2 《트롯 전국체전》 참가자
- 2021년 2월 12일 KBS2 《트롯 전국체전》 특집 '트롯 전국대잔치' 출연
- 2021년 3월 5일 KBS2 《뮤직뱅크》 제1063회 출연 <날 보러 와요> (가수 데뷔)
- 2021년 3월 9일 SBS MTV 《더 쇼》 제253회 출연 <날 보러 와요>
- 2021년 3월 10일 MBC every1 《쇼챔피언》 출연
- 2021년 3월 20일 KBS2 《불후의 명곡》 제500회 특집 '트롯 전국체전 리벤지' 출연 <10분 내로>
- 2021년 3월 31일 ~ 2021년 7월 29일 KBS2 《트롯 매직유랑단》 고정 출연
- 2021년 3월 31일 ~ SBS MTV 《더트롯쇼》 고정 출연 : 노래 무대 및 '차트요정' '컨셉요정'
- 2021년 4월 17일 KBS2 《컴백홈》 제3회 출연
- 2021년 4월 20일 SBS MTV 《더쇼》 출연
- 2021년 5월 21일 KBS2 연예정보 프로그램 《연중 라이브》 플레이리스트 출연
- 2021년 6월 5일 MBN 토요 예능 《전국방방쿡쿡》 출연
- 2021년 7월 14일 KBS2 공익 예능프로그램 《랜선장터 구매 방법》 라이브 커머스 김천자두 완판 출연
- 2021년 9월 ~ MBC 오디션 프로그램 《방과후 설렘》의 프리퀄 프로 《등교전 망설임》 참가자
- 2021년 10월 ~ 2022년 1월 MBC 오디션 프로그램 《방과후 설렘》 출연
- 2022년 1월 서경방송 《희망 콘서트》 출연
- 2022년 7월 엔터테인먼트 그룹 토탈셋과 전속 계약
- 2022년 8월 ~ KBS 가요무대, 노래가 좋아, 열린 음악회 다수 출연. SBS MTV 더트롯쇼와 MNC ON 트롯 챔피언 등 다수 출연
- 2023년 12월 21일 미스트롯3 참가자 3위
- 2024년 4월 25일 ~ 2025년 4월 2일 미스쓰리랑[1] 고정 출연
- 2025년 5월 23일 ~ 트롯 올스타전 수요일 밤에 고정 출연

## 음반
- 2021년 7월 10일 오이소 보이소 사이소(신승태, 송가인과 듀엣)
- 2023년 4월 11일 사랑꽃
- 2024년 2월 29일 예쁘잖아

## 수상
- 2021년 2월 20일, KBS2 《트롯 전국체전》 동메달 (최종 3위) : 결선 무대 <날 보러 와요>
- 2024년 3월 7일, TV조선 《미스트롯3》 미 (최종 3위)